# Франко Бріенца
Франко Бріенца (італ. Franco Brienza, нар. 19 березня 1979, Канту) — італійський футболіст, що грав на позиції нападника, зокрема за «Палермо», а також національну збірну Італії.

## Клубна кар'єра
Народився 19 березня 1979 року в місті Канту. Вихованець юнацьких команд футбольних клубів «Реал Пітекузае», «Кампаньяно», «Ізолотто», «Імолезе» та «Фоджа».
Свої перші ігри на дорослому рівні провів ще 1995 року у складі основної команди «Імолезе» в національному аматорському дивізіоні Італії. 
Перейшовши до «Фоджі» у 1997 році, грав здебільшого у молодіжній команді, проте у сезоні 1997/98 провів свою першу гру за її основу у Серії B. Протягом наступних двох сезонів, які команда проводила вже відповідно у третьому і четвертому італійських дивізіонах, вже був її основним гравцем.
2000 року перейшов до «Палермо», якому у першому ж сезоні допоміг виграти змагання у Серії C1, після чого до початку 2008 олку захищав його кольори у другому, а згодом і в найвищому дивізіонах італійського футболу. Протягом цього періоду кар'єри також грав на умовах оренди за  «Асколі» в сезоні 2002/03 і за «Перуджу» у першій половині 2004 року.
У січні 2008 року перейшов до вищолігової «Реджини», з якою за півтора сезони опинився у другому дивізіоні, а згодом пройшов зворотній шлях зі «Сієною», з якою 2011 року здобув підвищення із Серії B до найвищого дивізіону.
Влітку 2012 року на півроку повернувся до «Палермо», після чого півтора року був гравцем ротації в «Аталанті».
Протягом 2014–2016 років провів по одному сезону у вищолігових «Чезені» та «Болоньї», після чого продовжив кар'єру в друголіговому «Барі». 2018 року клуб через фінансові проблеми проходить перереєстрацію, а команда відновленого «Барі» заявляється до найнижчого професійного дивізіону, Серії D, де гравець і проводить свій останній сезон ігрової кар'єри.

## Виступи за збірну
У червні 2005 року взяв участь у двох товариських іграх у складі національної збірної Італії.

## Статистика виступів

### Статистика клубних виступів
| Сезон                | Команда              | Чемпіонат            | Чемпіонат | Чемпіонат | Національний кубок | Національний кубок | Національний кубок | Континентальні кубки | Континентальні кубки | Континентальні кубки | Інші змагання | Інші змагання | Інші змагання | Усього | Усього |
| Сезон                | Команда              | Ліга                 | Ігор      | Голів     | Ліга               | Ігор               | Голів              | Ліга                 | Ігор                 | Голів                | Ліга          | Ігор          | Голів         | Ігор   | Голів  |
| -------------------- | -------------------- | -------------------- | --------- | --------- | ------------------ | ------------------ | ------------------ | -------------------- | -------------------- | -------------------- | ------------- | ------------- | ------------- | ------ | ------ |
| 1994–95              | «Імолезе»            | CND                  | 2         | 0         | -                  | -                  | -                  | -                    | -                    | -                    | -             | -             | -             | 2      | 0      |
| 1995–96              | «Імолезе»            | C2                   | 0         | 0         | -                  | -                  | -                  | -                    | -                    | -                    | -             | -             | -             | 0      | 0      |
| 1996–97              | «Імолезе»            | C2                   | 0         | 0         | -                  | -                  | -                  | -                    | -                    | -                    | -             | -             | -             | 0      | 0      |
| Усього за «Імолезе»  | Усього за «Імолезе»  | Усього за «Імолезе»  | 2         | 0         |                    | -                  | -                  |                      | -                    | -                    |               | -             | -             | 2      | 0      |
| 1997–98              | «Фоджа»              | B                    | 1         | 0         | -                  | -                  | -                  | -                    | -                    | -                    | -             | -             | -             | 1      | 0      |
| 1998–99              | «Фоджа»              | C1                   | 27        | 2         | КІ                 | 1                  | 0                  | -                    | -                    | -                    | -             | -             | -             | 28     | 2      |
| 1999–00              | «Фоджа»              | C2                   | 31        | 6         | -                  | -                  | -                  | -                    | -                    | -                    | -             | -             | -             | 31     | 6      |
| Усього за «Фоджа»    | Усього за «Фоджа»    | Усього за «Фоджа»    | 59        | 8         |                    | 1                  | 0                  |                      | -                    | -                    |               | -             | -             | 60     | 8      |
| 2000–01              | «Палермо»            | C1                   | 31        | 2         | КІ-C               | 1                  | 0                  | -                    | -                    | -                    | СКІ-C         | 2             | 0             | 34     | 2      |
| 2001–02              | «Палермо»            | B                    | 29        | 2         | КІ                 | 0                  | 0                  | -                    | -                    | -                    | -             | -             | -             | 29     | 2      |
| серп.-вер. 2002      | «Палермо»            | B                    | 0         | 0         | КІ                 | 2                  | 0                  | -                    | -                    | -                    | -             | -             | -             | 2      | 0      |
| вер. 2002–03         | «Асколі»             | B                    | 30        | 7         | КІ                 | 1                  | 0                  | -                    | -                    | -                    | -             | -             | -             | 31     | 7      |
| 2003-січ. 2004       | «Палермо»            | B                    | 18        | 1         | КІ                 | 3                  | 0                  | -                    | -                    | -                    | -             | -             | -             | 21     | 1      |
| січ.-черв. 2004      | «Перуджа»            | A                    | 12+2      | 2+0       | КІ                 | 0                  | 0                  | -                    | -                    | -                    | -             | -             | -             | 14     | 2      |
| 2004–05              | «Палермо»            | A                    | 33        | 10        | КІ                 | 4                  | 1                  | -                    | -                    | -                    | -             | -             | -             | 37     | 11     |
| 2005–06              | «Палермо»            | A                    | 27        | 1         | КІ                 | 3                  | 1                  | КУЄФА                | 9                    | 3                    | -             | -             | -             | 39     | 5      |
| 2006–07              | «Палермо»            | A                    | 22        | 0         | КІ                 | 2                  | 1                  | КУЄФА                | 5                    | 1                    |               | -             | -             | 29     | 2      |
| 2007-січ. 2008       | «Палермо»            | A                    | 8         | 1         | КІ                 | 0                  | 0                  | КУЄФА                | 1                    | 0                    | -             | -             | -             | 9      | 1      |
| січ.-черв. 2008      | «Реджина»            | A                    | 20        | 7         | КІ                 | 0                  | 0                  | -                    | -                    | -                    | -             | -             | -             | 20     | 7      |
| 2008–09              | «Реджина»            | A                    | 32        | 5         | КІ                 | 1                  | 2                  | -                    | -                    | -                    | -             | -             | -             | 33     | 7      |
| 2009–10              | «Реджина»            | B                    | 29        | 11        | КІ                 | 2                  | 2                  | -                    | -                    | -                    | -             | -             | -             | 31     | 13     |
| Усього за «Реджину»  | Усього за «Реджину»  | Усього за «Реджину»  | 81        | 23        |                    | 3                  | 4                  |                      | -                    | -                    |               | -             | -             | 84     | 27     |
| 2010–11              | «Сієна»              | B                    | 29        | 7         | КІ                 | 1                  | 0                  | -                    | -                    | -                    | -             | -             | -             | 30     | 7      |
| 2011–12              | «Сієна»              | A                    | 36        | 4         | КІ                 | 3                  | 0                  | -                    | -                    | -                    | -             | -             | -             | 39     | 4      |
| Усього за «Сієну»    | Усього за «Сієну»    | Усього за «Сієну»    | 65        | 11        |                    | 4                  | 0                  |                      | -                    | -                    |               | -             | -             | 69     | 11     |
| 2012-січ. 2013       | «Палермо»            | A                    | 17        | 1         | КІ                 | 2                  | 0                  | -                    | -                    | -                    | -             | -             | -             | 19     | 1      |
| Усього за «Палермо»  | Усього за «Палермо»  | Усього за «Палермо»  | 185       | 18        |                    | 17                 | 3                  |                      | 15                   | 4                    |               | 2             | 0             | 219    | 25     |
| січ.-черв. 2013      | «Аталанта»           | A                    | 6         | 0         | КІ                 | 0                  | 0                  | -                    | -                    | -                    | -             | -             | -             | 6      | 0      |
| 2013–14              | «Аталанта»           | A                    | 18        | 1         | КІ                 | 0                  | 0                  | -                    | -                    | -                    | -             | -             | -             | 18     | 1      |
| Усього за «Аталанту» | Усього за «Аталанту» | Усього за «Аталанту» | 24        | 1         |                    | 0                  | 0                  |                      | -                    | -                    |               | -             | -             | 24     | 1      |
| 2014–15              | «Чезена»             | A                    | 30        | 8         | КІ                 | 1                  | 0                  | -                    | -                    | -                    | -             | -             | -             | 31     | 8      |
| 2015–16              | «Болонья»            | A                    | 29        | 3         | КІ                 | 1                  | 0                  | -                    | -                    | -                    | -             | -             | -             | 30     | 3      |
| серп. 2016           | «Болонья»            | A                    | 0         | 0         | КІ                 | 1                  | 0                  | -                    | -                    | -                    | -             | -             | -             | 1      | 0      |
| Усього за «Болонью»  | Усього за «Болонью»  | Усього за «Болонью»  | 29        | 3         |                    | 2                  | 0                  |                      | -                    | -                    |               | -             | -             | 31     | 3      |
| серп. 2016–17        | «Барі»               | B                    | 27        | 5         | КІ                 | 0                  | 0                  | -                    | -                    | -                    | -             | -             | -             | 27     | 5      |
| 2017–18              | «Барі»               | B                    | 29+2      | 4         | КІ                 | 3                  | 0                  | -                    | -                    | -                    | -             | -             | -             | 34     | 4      |
| 2018–19              | «Барі»               | D                    | 21+2      | 2         | КІ-D               | 1                  | 0                  | -                    | -                    | -                    | -             | -             | -             | 24     | 2      |
| Усього за «Барі»     | Усього за «Барі»     | Усього за «Барі»     | 77+4      | 11        |                    | 4                  | 0                  |                      | -                    | -                    |               | -             | -             | 85     | 11     |
| Усього за кар'єру    | Усього за кар'єру    | Усього за кар'єру    | 594+6     | 92        |                    | 33                 | 7                  |                      | 15                   | 4                    |               | 2             | 0             | 650    | 103    |

### Статистика виступів за збірну
| Дата      | Місто    | Господарі | Результат | Гості                | Турнір           | Голи | Примітки |
| --------- | -------- | --------- | --------- | -------------------- | ---------------- | ---- | -------- |
| 8-6-2005  | Торонто  | Італія    | 1 – 1     | Сербія та Чорногорія | товариський матч | -    | 65'      |
| 11-6-2005 | Нью-Йорк | Італія    | 1 – 1     | Еквадор              | товариський матч | -    | 46'      |
| Усього    |          | Матчів    | 2         |                      | Голів            | 0    |          |